# Karenella bruneiana
Karenella bruneiana är en kvalsterart som beskrevs av Sandór Mahunka 200. Karenella bruneiana ingår i släktet Karenella och familjen Oppiidae. Inga underarter finns listade i Catalogue of Life.